# Nilgiris
Nilgiris (tamil. நீலகிரி மாவட்டம்) – jeden z dystryktów stanu Tamilnadu (Indie). Od północy graniczy ze stanem Karnataka, od wschodu z dystryktem Erode, od południowego wschodu z dystryktem Coimbatore, a od południa i zachodu ze stanem Kerala. Stolicą dystryktu Nilgiris jest Utakamand (Ooty).